# The Wild and the Innocent
The Wild and the Innocent é um filme estadunidense de 1959 do gênero western dirigido por Jack Sher.

## Elenco Principal
- Audie Murphy…Yancy Hawks
- Joanne Dru…Marcy Howard
- Gilbert Roland…xerife Paul Bartell
- Jim Backus…Cecil Forbes
- Sandra Dee…Rosalie Stocker
- George Mitchell …  Tio Lije Hawks
- Strother Martin...Ben Stocker

## Sinopse
Por volta de 1890, o jovem montanhês simplório mas esperto Yancy Hawks volta de uma longa caçada com seu tio Lije e a esposa índia dele, quando são atacados por um urso. Seu tio fica ferido, então Yancy tem que levar sozinho as peles para trocar por mantimentos. No caminho, tentam roubar e depois trocar as peles por uma garota, a suja e mal cuidada Rosalie Stocker. Yancy se nega mas a garota foge do pai e quer que Yancy a leve para a cidade grande (Casper (Wyoming)). Yancy não quer mas acaba fraquejando e chega com a garota na cidade durante as festas de quatro de julho. Lá ele fica amigo do xerife Paul Bartell e lhe pede que arrume um emprego para a garota, que se arruma e fica muito bonita, enquanto ele vai atrás de Marcy Howard, que desconhece tratar-se de uma prostituta do saloon. Até que descobre isso e também que o xerife é o proprietário do saloon. E que deverá enfrentá-lo para retomar Rosalie.